# Oblaten der Unbefleckten Jungfrau Maria
Die Oblaten der Unbefleckten Jungfrau Maria (lat. Oblati Mariae Immaculatae; Ordenskürzel OMI) sind eine missionarische Ordensgemeinschaft in der römisch-katholischen Kirche. Die Ordensgemeinschaft wurde 1816 vom heiligen Eugen von Mazenod gegründet. Ihre Angehörigen werden auch „Oblatenmissionare“ oder in Deutschland „Hünfelder Oblaten“ genannt.

## Name
Der Name Oblaten kommt von lat. oblatus, „hingegeben, dargebracht“. Der Oblate ist einer, der in einer Ordensgemeinschaft sein Leben hingibt für Gott.

## Geschichte

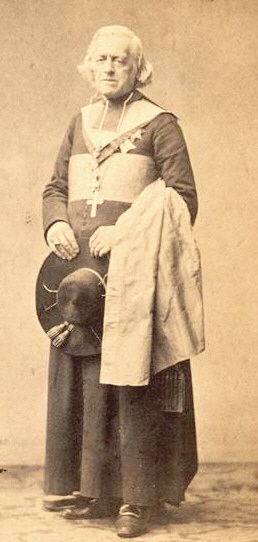
Ordensgründer Eugen von Mazenod

Unter dem Einfluss der französischen Revolution spielte der christliche Glaube im Leben der „einfachen Leute“ eine immer geringere Rolle. Nachdem der französische Adlige Eugen von Mazenod zum Priester geweiht worden war, lehnte er jedes Versetzungsangebot seines Bischofs ab, um so diesen Menschen, den „Ärmsten und Verlassensten“, beistehen zu können. Bald schon spürte er den Ruf, eine Gemeinschaft von Priestern zu gründen, die den Glauben auf einfache Weise – vor allem aber im provenzalischen Dialekt – verkündeten. Am 25. Januar 1816 gründete er die Missionare der Provence.
Zehn Jahre später, am 17. Februar 1826, wurde die Gemeinschaft unter dem Namen Oblati Mariae Immaculatae durch Papst Leo XII. als Klerikerkongregation päpstlichen Rechts formal errichtet. Die von Eugen von Mazenod verfassten Ordensregeln und die Konstitutionen, die von der Religiosenkongregation aus diesem Anlass eingehend geprüft wurden, sind an die Regel der Redemptoristen angelehnt.
Schon bald waren die Oblaten nicht nur in der Provence tätig, sie breiteten sich in verschiedenen Diözesen Frankreichs aus; die Kongregation stand an der Spitze der Missionsbewegung, die in der Mitte des 19. Jahrhunderts einsetzte. Hauptziele der Missionare waren dabei ab 1841 vor allem die französischen Kolonien und Kanada. Weitere Ziele waren ab 1847 Ceylon und die Vereinigten Staaten, Algerien und Südafrika (Natal). 1841, zu Beginn der Mission in Übersee, hatte die Gemeinschaft 40 Mitglieder gezählt. 1861, als Mazenod starb, waren es bereits 400.
Fünf Oblaten des Klosters in La Brosse-Montceaux in Frankreich wurden am 22. Juli 1944 von Nazi-Deutschen erschossen. 86 Schwestern kamen in Gefangenschaft. Sie  hatten sich mit großer Hingabe für den Befreiungskampf der Forces françaises libres und der Résistance gegen die deutsche Besatzung Frankreichs eingesetzt.
In der Gegenwart sind die Oblaten auf allen Kontinenten vertreten. Im Januar 2012 zählte der Orden 4.093 Mitglieder, darunter 3.025 Priester, 383 Brüder und 42 Bischöfe, unter ihnen Francis Eugene Kardinal George von Chicago. Generaloberer ist seit dem 29. September 2022 Pater Luis Ignacio Rois Alonso OMI aus Spanien.
Ein Ordenszweig für Frauen, die Oblatinnen der Unbefleckten Jungfrau Maria, wurde 1997 in Madrid initiiert.

## Die Ordensgemeinschaft in Deutschland

### Geschichte
Die erste Niederlassung in Deutschland war 1895 das Bonifatiuskloster in Hünfeld, das vor allem mit dem Zweck gegründet wurde, Missionare für die Seelsorge in Deutsch-Südwestafrika, dem heutigen Namibia, auszubilden. Zudem waren die Hünfelder Oblaten in der südafrikanischen Provinz Nordkap tätig und übernahmen die Chaco-Mission in Paraguay.
Eine deutsche Ordensprovinz bestand von 1895 bis 2007. Am 21. Mai 2007 wurde, am selben Standort in Hünfeld, die mitteleuropäische Provinz gegründet, die aus der ehemaligen deutschen Provinz und der ehemaligen Generaldelegatur Österreich-Tschechien besteht. Sie wird derzeit vom Provinzial, Pater Christoph Heinemann geleitet, der am 11. Mai 2025 in sein Amt eingeführt wurde. Im Januar 2019 gehörten zur Mitteleuropäischen Provinz 112 Patres und Brüder in 13 Niederlassungen.

### Provinziale der mitteleuropäischen Provinz
- 2007–2013 Pater Thomas Klosterkamp
- 2013–2019 Pater Stefan Obergfell[6]
- 2019–2025 Pater Felix Rehbock
- seit 2025 Pater Christoph Heinemann

## Heilige und Selige der Ordensgemeinschaft
- hl. Eugen von Mazenod: Ordensgründer
- sel. Joseph Gérard: Missionar im Basutoland
- sel. Josef Cebula: Märtyrer im Konzentrationslager Mauthausen
- 22 spanische Märtyrer: Juan Antonio Pérez Mayo, Manuel Gutiérrez Martín, Cecilio Vega Domínguez, Juan Pedro Cotillo Fernández, Pascual Aláez Medina, Francisco Polvorinos Gómez, Justo González Lorente, Francisco Esteban Lacal, Vicente Blanco Guadilla, Gregorio Escobar García, Juan José Caballero Rodríguez, Publio Rodríguez Moslares, Justo Gil Pardo, Ángel Francisco Bocos Hernández, Marcelino Sánchez Fernández, José Guerra Andrés, Daniel Gómez Lucas, Justo Fernández González, Clemente Rodríguez Tejerina, Eleuterio Prado Villarroel, José Vega Riaño, Serviliano Riaño Herrero. Zu derselben Gruppe gehört der Laie Cándido Castán San José.
- 6 Märtyrer von Laos: Louis Leroy, Michel Coquelet, Vincent L’Hénoret, Jean Wauthier, Joseph Boissel und Mario Borzaga. Zur selben Gruppe gehören auch Ordenspriester anderer Kongregationen und Laien: Joseph Tien, Jean-Baptiste Malo, René Dubroux, Joseph Outhay, Noël Tenaud, Marcel Denis, Thomas Khampheuane, Lucien Galan, Luc Sy, Maisam Pho Inpeng und Paul Thoj Xyooj Paj Lug.[7]

Oblaten, für die ein Seligsprechungsverfahren eröffnet wurde
- Karl Dominik Albini: Volksmissionar auf Korsika
- Vital Grandin: Bischof in der Eismission
- Anton Kowalczyk
- Thomas Benjamin Kardinal Cooray: Erzbischof von Colombo
- Pedro Shaw, Missionar und Bischof in Paraguay

darunter die Oblaten, die zum Ehrwürdigen Diener Gottes erhoben wurden:
- Ovid Charlebois: Missionsbischof in Kanada
- Victor Lelièvre
- Bastiampillai Anthonipillai (Pater Thomas): Gründer der Rosarianer

## Generalobere
- 1816–1861 Hl. Eugen von Mazenod
- 1861–1892 Joseph Fabre
- 1893–1897 Louis Soullier
- 1898–1906 Cassien Augier
- 1906–1908 Auguste Lavillardière
- 1908–1931 Erzbischof Augustin Dontenwill
- 1932–1944 Théodore Labouré
- 1947–1972 Léo Deschâtelets
- 1972–1974 Richard Hanley
- 1974–1986 Fernand Jetté
- 1986–1998 Marcello Zago
- 1998–2010 Wilhelm Steckling
- 2010–2022 Louis Lougen
- seit 2022: Luis Ignacio Rois Alonso[3]

## Weitere bedeutende Oblaten
- Friedrich Lorenz, Märtyrer in der Zeit des Nationalsozialismus
- Franz Bänsch, Gefängnisseelsorger in der Zeit des Nationalsozialismus
- Paul Schulte, Gründer der MIVA
- Josef Metzler, Präfekt des Vatikanischen Geheimarchivs von 1984 bis 1995
- Hermann Josef Esser, Arbeiterpriester in Saarfels und zwischen 1995 und 2011 einziger Pater im Oblatenkloster Saarbrücken
- Eliseo Mercado, Mindanao
- Orlando Beltran Quevedo, Kardinal
- Josef Krasenbrink, Kirchenhistoriker

Oblatenbischöfe
- Ludger Alfert (* 1941), Apostolischer Vikar von Pilcomayo
- Michael Francis Fallon (1867–1931), Bischof von London (Ontario, Kanada).
- Michael Fritz (* 1955), Apostolischer Vikar von Pilcomayo
- Francis George (1937–2015), Kardinalerzbischof von Chicago
- Joseph Hippolyte Guibert (1802–1886), Kardinalerzbischof von Paris
- Erwin Hecht (1933–2016), Bischof von Kimberley
- Denis Eugene Hurley (1915–2004), Erzbischof von Durban
- Valentine Kalumba (* 1967), Bischof von Livingstone
- Rudolf Maria Koppmann (1913–2007), Bischof von Windhoek
- Liborius Ndumbukuti Nashenda (* 1959), Erzbischof von Windhoek
- Philipp Pöllitzer (* 1940), emeritierter Bischof von Keetmanshoop
- Karl Walter Vervoort (1899–1979), Apostolischer Vikar von Pilcomayo
- Bernhard Heinrich Witte (1926–2015), Bischof von Concepción, Argentinien

## Niederlassungen

### Deutschland
- Oblatenkloster Bingen
- Kloster Mariengarden (Burlo)

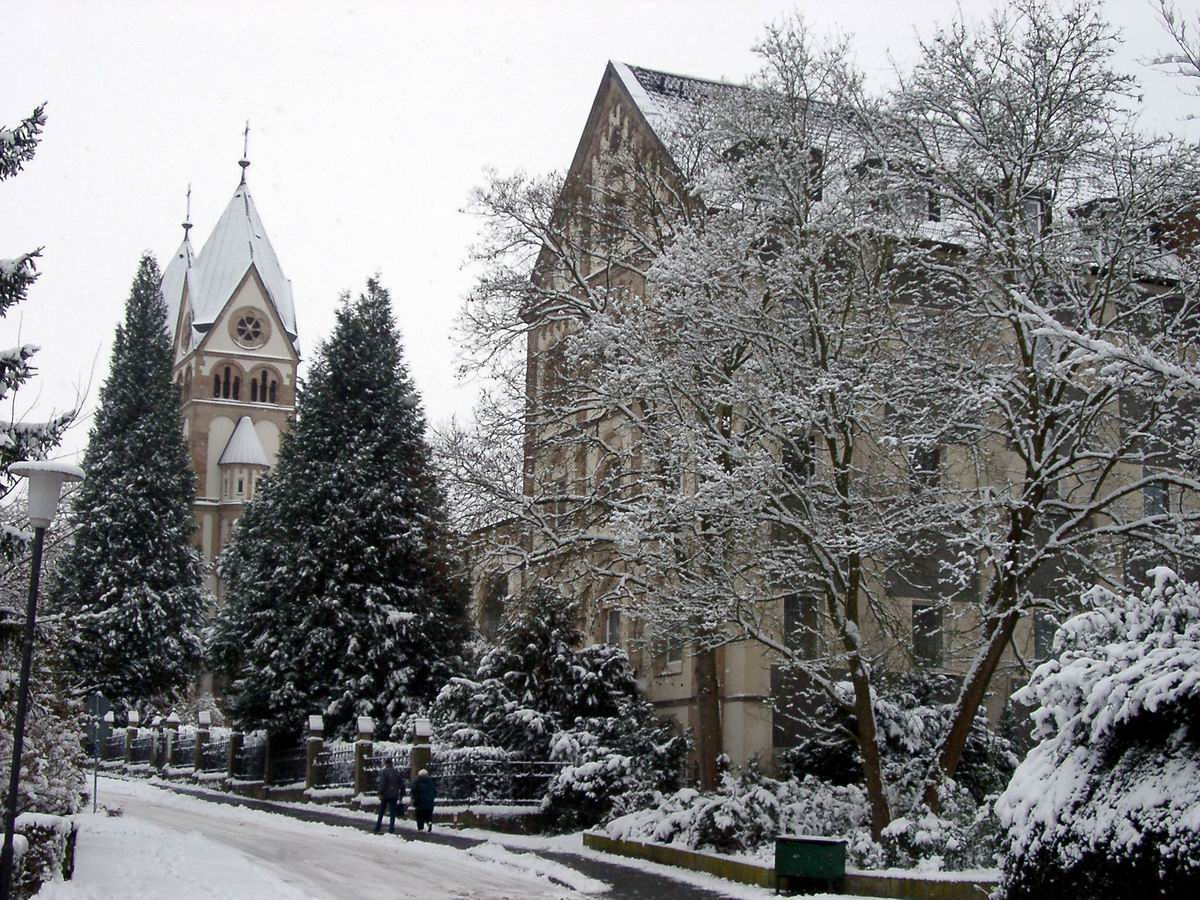
Bonifatiuskloster in Hünfeld

- Oblatenkloster und Kirche St. Paulus in Dresden (1924–1984)
- St. Bonifatiuskloster (Hünfeld)[8]
- Oblatenkloster Kronach
- Nikolauskloster (Jüchen)
- Oblatenkloster Unlingen
- Oblatenkloster Zwickau
- Oblatenkloster Essen-Kray

### Österreich

Oblatenkloster St. Paul in Wien-Hietzing

- Oblatenkloster St. Paul in Wien-Hietzing
- Unterheiligenstädter Pfarrkirche in Wien-Döbling
- Wallfahrtskirche Maria Taferl, Kuratenhaus Maria Taferl in Maria Taferl
- Herz-Jesu-Kirche in Gmünd
- Neue Pfarrkirche Münichholz und Pfarrkirche Steyr-Resthof in Steyr

### Tschechien
- Rektorat Tabor-Klokoty
- Rektorat Plasy

### Ehemalige Niederlassungen auf dem Gebiet der Mitteleuropäischen Ordensprovinz
- Oblatenkloster Aachen

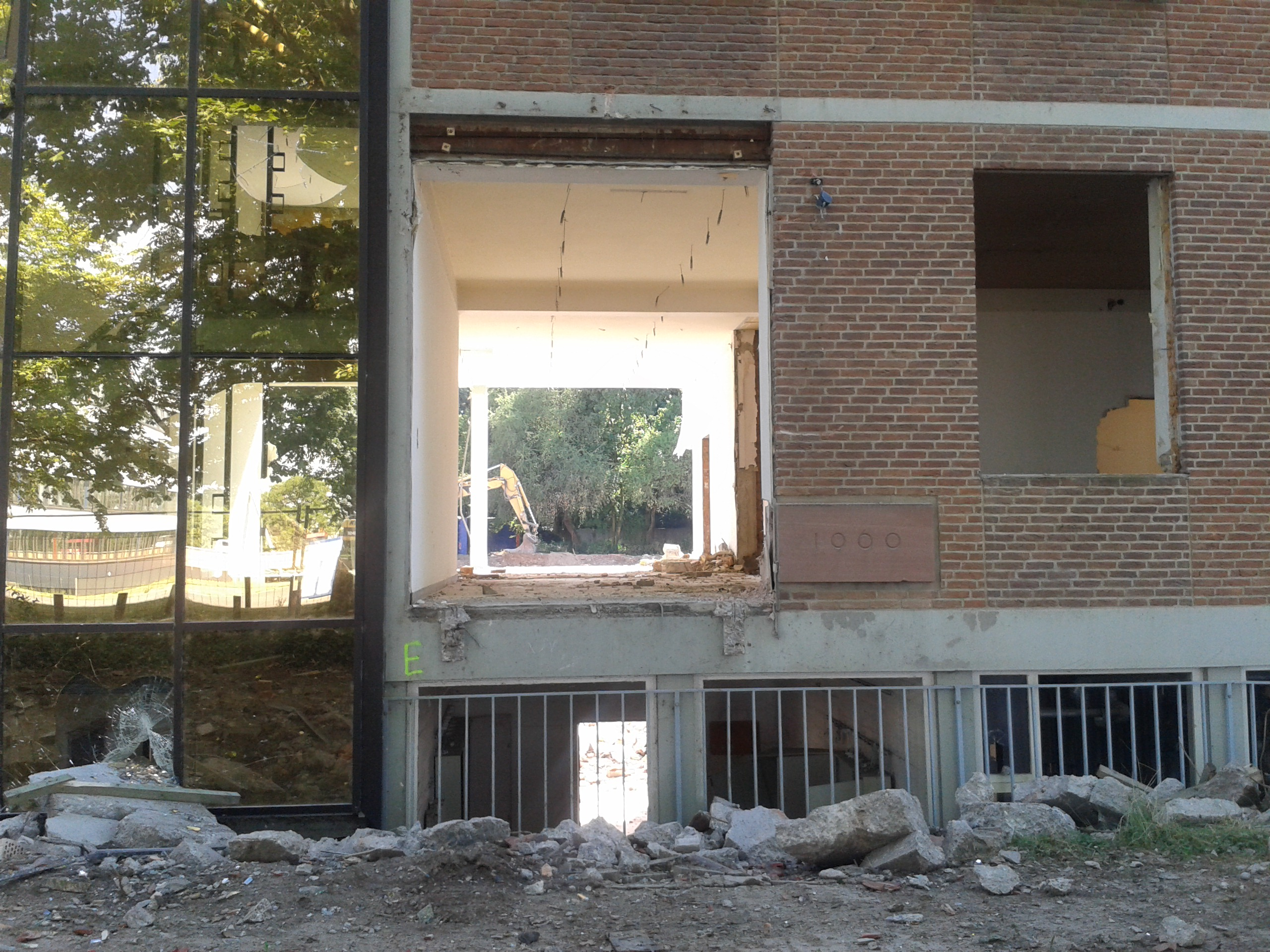
2017: Abriss des Klosters in der Mainzer Straße Am Judensand mit Grundstein von 1960

- Kloster Allerheiligenberg (Lahnstein)
- Oblatenkloster Gelsenkirchen (bis 2023)[9]
- Rektorat Kroměříž
- Kloster Maria Engelport (Treis-Karden)
- Oblatenkloster München-Harlaching
- Oblatenkloster Mainz (2016 aufgelöst)
- Oblatenkloster Saarbrücken (2011 aufgelöst)
- Oblatenkloster Biberach